# John Hougan
Ne doit pas être confondu avec Jon Hauge.
John Hougan, né en 1890 et mort en 1984, est un skieur canadien, spécialisé dans les disciplines nordiques.

## Biographie
John Hougan naît en Norvège dans le comté de Telemark. Il débute le saut à ski et il remporte quelques concours. En 1910, il émigre vers le Canada. En 1912, il remporte le championnat régional du Nord de l'Alberta de saut à ski et plusieurs autres compétitions. En 1913, il remporte le championnat du Canada de saut en ski en signant le record national sur Connors Hill avec un saut à 33 m,. Il remporte également le championnat national en 1914 et 1915.
En 1911, il contribue à la fondation du Edmonton Ski Club (en) et il est le premier secrétaire du club. Dans les années 1950, il est nommé par l'Association canadienne de ski amateur (ACSA) pour le ski de fond et le saut à ski. En 1962, il est introduit au Temple de la renommée de la ville d'Edmonton. 
En 1916, John Hougan se marie avec Inger Simonson. Le couple a trois fils,.

## Résultats
- Championnat du Canada de saut à ski : il a remporté le titre en 1913, 1914 et 1915[1].

Il a remporté en 1912 le championnat régional du Nord de l'Alberta de saut à ski.